# Zinkpest

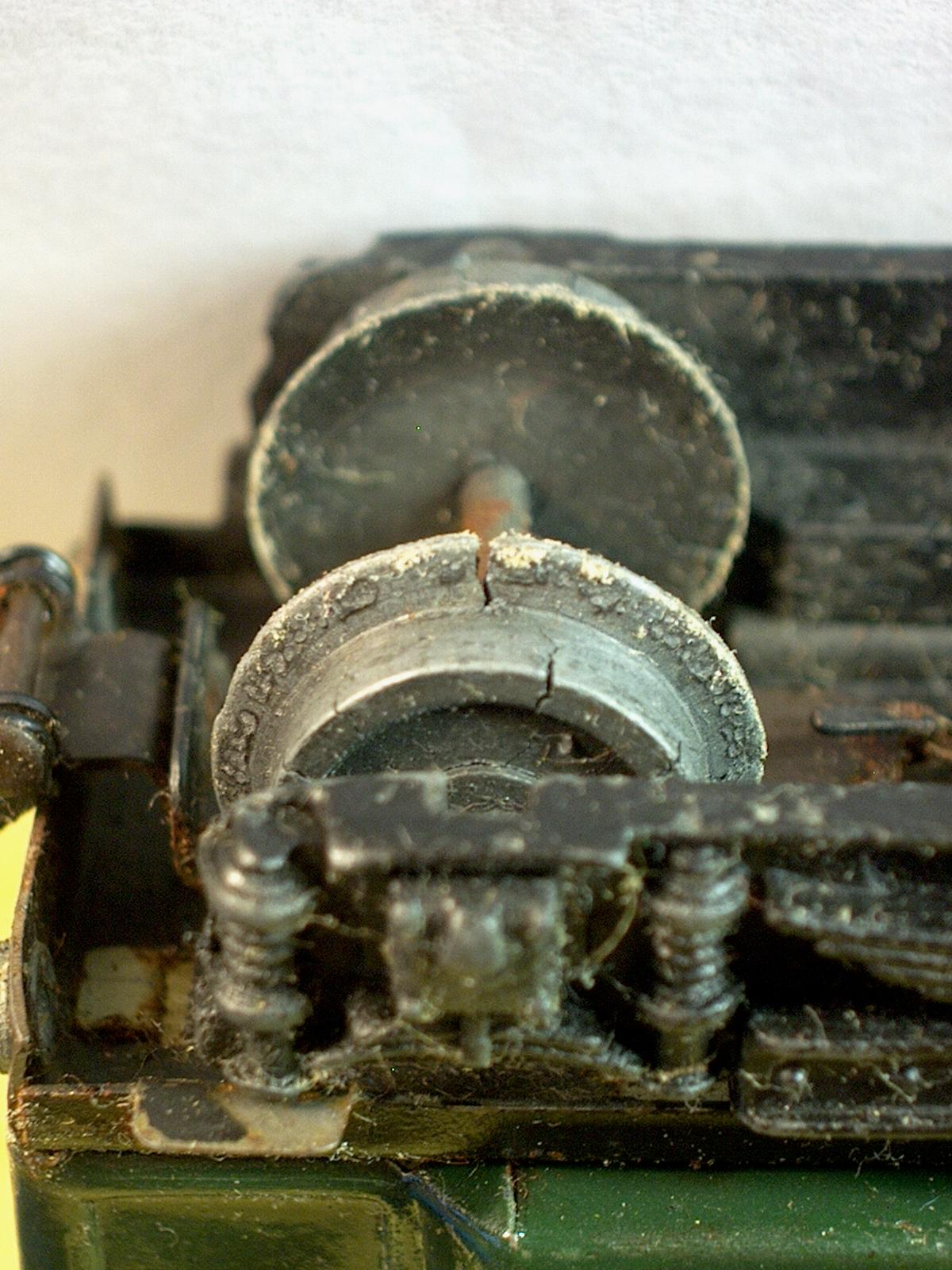
Door zinkpest aangetaste wielen van een Märklin modelspoorwegrijtuig 344.6 (H0, 1947..1949)

Zinkpest is de aanduiding voor de ongewenste witte plekken op voorwerpen van zink. 
Zinkpest komt met name voor bij voorwerpen die gemaakt zijn van een onzuivere legering van zink. Een hoge luchtvochtigheid in combinatie met een hoge temperatuur versnelt het proces aanzienlijk.
Het woord zinkpest komt oorspronkelijk uit Duitsland, waar in de jaren 30 tot begin jaren 50 munten werden geslagen van de relatief goedkope zinklegering Zamak. De zuivere legering was in de periode rond de Tweede Wereldoorlog moeilijk verkrijgbaar, doordat vrijwel alle Zamak richting oorlogsindustrie was gegaan.
Zinkpest is anders dan het oxideren van zink, waarbij een witte laag op het zinken voorwerp komt. Zinkpest is onomkeerbaar (tenzij men het voorwerp omsmelt) en uit zich door blaasvorming en gaten in het oppervlak. De vlek breidt zich langzaam uit en uiteindelijk verkruimelt het voorwerp. Bovendien kan zinkpest overslaan op andere zinken voorwerpen.